# داستان‌های نوروز
داستان‌های نوروز یک مجموعه تلویزیونی محصول سال ۱۳۷۹ به کارگردانی مرضیه برومند، نویسندگی احمد حامد و پوپک راد و تهیه‌کنندگی بهروز خوش‌رزم می‌باشد که از شبکه یک پخش شد. در نه قسمت ۴۵ دقیقه‌ای تهیه شد.

## بازیگران
- رضا بابک
- مانی نوری
- سروش خلیلی
- پری امیرحمزه
- محمدرضا شریفی‌نیا
- افسانه چهره‌آزاد
- فلامک جنیدی
- صابر ابر
- فرخ لقا هوشمند
- کیومرث ملک مطیعی
- ملیکا شریفی‌نیا
- مرضیه برومند
- رامین ناصرنصیر
- پرستو گلستانی
- محمود جعفری
- شهرام قائدی
- محمدرضا هدایتی
- امیرحسین صدیق
- لیلی رشیدی
- بهروز بقایی
- مریم سعادت
- داریوش اسدزاده
- ملکه رنجبر
- سهیلا رضوی
- بهرام شاه محمدلو
- نیما فلاح
- مالک غنمی آریاپور